# كريس بنتلي
كريس بنتلي هو محامي وسياسي كندي، ولد في 1956. حزبياً، نشط في الحزب الليبرالي في أونتاريو ‏. وقد انتخب عضو برلمان مقاطعة أونتاريو.

## وصلات خارجية
- الموقع الرسمي